# Casa natal de Zacarias Góes de Vasconcelos
A Casa natal de Conselheiro Zacarias Góes de Vasconcelos é um sobrado histórico brasileiro, construído em 1807. Foi a residência e o local de nascimento do Zacarias Góes de Vasconcelos. Localiza-se na cidade de Valença, no estado da Bahia. É um patrimônio cultural em processo de tombamento provisório pelo Instituto do Patrimônio Artístico e Cultural da Bahia (IPAC), na data de 17 de agosto de 2001, sob o processo de n.º 001/93.

## História
Construída em 1807 para ser residência do capitão Antônio Bernardo de Vasconcelos e sua Família. Em 1815, nasceu Zacarias Góes de Vasconcelos nesta residência. Em 1947, foi desapropriada e doada ao Estado para sediar o Fórum. Atualmente sedia o Juizado Especial Cível e Criminal de Valença.

## Arquitetura
O sobrado foi construído em dois pavimentos. O primeiro pavimentos foi destinado para o comércio e o pavimento superior foi destinado à residência. Na fachada, o primeiro pavimento possui uma porta e quatro janelas tipo guilhotina e o pavimento superior possui seis janelas tipo guilhotina. Todos os vão das janelas e porta são de vergas em arco na parte superior.